# Almalaguês
Almalaguês (em grafia antiga, Almalaguez) é uma povoação portuguesa sede da Freguesia de Almalaguês do Município de Coimbra, freguesia com 23,16 km² de área e 2853 habitantes (censo de 2021), tendo, por isso, uma densidade populacional de 123,2 hab./km²
A freguesia é conhecida pelas tecedeiras que fazem tapetes bastante apreciados em toda a região centro.
Situada a 12 km a sul de Coimbra, Almalaguês era a freguesia com maior área do município. Recentemente, com a união de várias freguesias do município, deixou de ser a que tem maior área, mantendo-se no entanto a maior, entre as que permaneceram inalteradas. Tem como limites Ceira e Castelo Viegas, a norte, Assafarge, a noroeste e a oeste, o Município de Condeixa, a sudoeste, e o Município de Miranda do Corvo, a sul e a este.
É uma freguesia constituída por 26 lugares, distribuídos de forma diversificada. Se, por uma lado se apresentam vários aglomerados de lugares contíguos onde é difícil a distinção entre o final de um e início do seguinte, por outro encontram-se alguns lugares isolados. Almalaguês, a maior povoação e sede de freguesia fica situada aproximadamente no centro de um losango, distribuindo-se os restantes lugares em volta. Assim temos, a noroeste da sede de freguesia o conjunto das povoações de Cestas, Bera, Quinta do Sebal, Portela do Gato, Torre de Bera e Outeiro de Bera, formando um aglomerado quase continuo.
Próximo mas mais para oeste, fica Monte de Bera e Volta do Monte. A Norte de Almalaguês fica Anagueis, e ainda mais a Norte o conjunto formado por Carpinteiros, Cartaxos, Casal dos Matos, Quinta do Colaço e Vale de Cabras. A Nordeste fica Abelheira, e o conjunto formado por Braçais, Portela do Casal Novo e Casal Novo. Na parte Sul da Freguesia, menos povoada, encontram-se as povoações de Tremoa e o conjunto de Flor da Rosa, Ribeira e Chainça (a Sudeste) e Rio de Galinhas, Monforte e Sr.ª da Alegria a Sul).
Relativamente ao relevo e paisagem humanizada, estes dividem-se em duas grandes áreas: ao Norte, coberto de florestas (onde predomina o pinheiro e o eucalipto) denominada "zona do barro vermelho"; ao Sul, zona agrícola por excelência onde as culturas mais frequentes são a vinha e a oliveira. Toda a zona é bastante acidentada com cotas que variam entre os 28 m (zonas ribeirinhas junto a Cartaxos) e 320 m próximo de Rio de Galinhas.

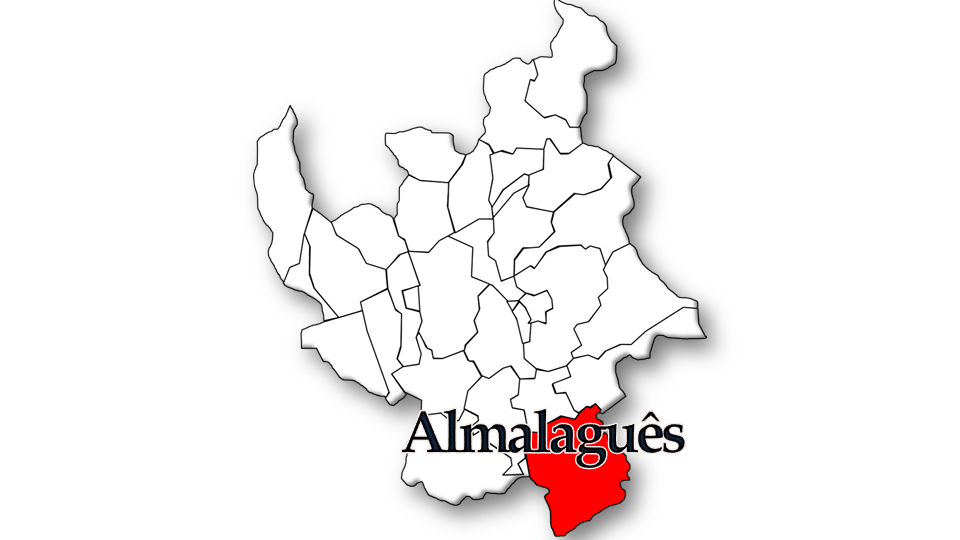
Localização da freguesia no Município de Coimbra

## Demografia
A população registada nos censos foi:
| Distribuição da População por Grupos Etários | Distribuição da População por Grupos Etários | Distribuição da População por Grupos Etários | Distribuição da População por Grupos Etários | Distribuição da População por Grupos Etários |
| -------------------------------------------- | -------------------------------------------- | -------------------------------------------- | -------------------------------------------- | -------------------------------------------- |
| Ano                                          | 0-14 Anos                                    | 15-24 Anos                                   | 25-64 Anos                                   | > 65 Anos                                    |
| 2001                                         | 454                                          | 478                                          | 1877                                         | 631                                          |
| 2011                                         | 381                                          | 283                                          | 1687                                         | 760                                          |
| 2021                                         | 283                                          | 294                                          | 1391                                         | 885                                          |

## Localidades
Da freguesia constam as seguintes localidades:
- Abelheira
- Almalaguês
- Anaguéis
- Bera
- Braçais
- Carpinteiros
- Cartaxos
- Casal dos Matos
- Casal Novo
- Cestas
- Chainça
- Flor da Rosa
- Monforte
- Monte de Bera
- Outeiro de Bera
- Portela do Casal Novo
- Portela do Gato
- Quinta do Colaço
- Quinta do Sebal
- Ribeira
- Rio de Galinhas
- Torre de Bera
- Tremoa
- Vale de Cabras

## Património
- Fonte do Calvo
- Igreja Paroquial de Almalaguês, incluindo a Capela de São Pedro e a Capela de Nossa Senhora da Alegria
- Torre de Bera

## Equipamentos
- Centro Paroquial de Bem Estar Social de Almalaguês.